# Liste der irischen Abgeordneten zum EU-Parlament (2014–2019)
Die Liste der irischen Abgeordneten zum EU-Parlament (2014–2019) listet alle irischen Mitglieder des 8. Europäischen Parlamentes nach der Europawahl in Irland 2014 auf.

## Mandatsstärke der Parteien am Ende der Wahlperiode
- GUE/NGL: 4
- S&D: 1
- ALDE: 1
- EVP: 4
- EKR: 1

| Nationale Partei       | Mandate | Fraktion                                                                                  |
| ---------------------- | ------- | ----------------------------------------------------------------------------------------- |
| Fine Gael (FG)         | 4       | Fraktion der Europäischen Volkspartei (EVP)                                               |
| Sinn Féin (SF)         | 3       | Konföderale Fraktion der Vereinten Europäischen Linken/Nordischen Grünen Linken (GUE/NGL) |
| Parteilose Abgeordnete | 1       | Konföderale Fraktion der Vereinten Europäischen Linken/Nordischen Grünen Linken (GUE/NGL) |
| Parteilose Abgeordnete | 1       | Europäische Konservative und Reformer (EKR)                                               |
| Parteilose Abgeordnete | 1       | Fraktion der Allianz der Liberalen und Demokraten für Europa (ALDE)                       |
| Parteilose Abgeordnete | 1       | Fraktion der Progressiven Allianz der Sozialdemokraten im Europäischen Parlament (S&D)    |
| SUMME                  | 11      |                                                                                           |

## Abgeordnete
| Bild | Name               | geb. | Partei      | Fraktion | Wahlkreis           | Kommentar                        |
| ---- | ------------------ | ---- | ----------- | -------- | ------------------- | -------------------------------- |
|      | Lynn Boylan        | 1976 | SF          | GUE/NGL  | Dublin              |                                  |
|      | Matt Carthy        | 1977 | SF          | GUE/NGL  | Midlands–North-West |                                  |
|      | Nessa Childers     | 1956 | parteilos   | S&D      | Dublin              |                                  |
|      | Deirdre Clune      | 1959 | FG          | EVP      | South               |                                  |
|      | Brian Crowley      | 1964 | FFparteilos | EKR      | South               | Parteiausschluss am 1. Juli 2014 |
|      | Luke Flanagan      | 1972 | parteilos   | GUE/NGL  | Midlands–North-West |                                  |
|      | Marian Harkin      | 1953 | parteilos   | ALDE     | Midlands–North-West |                                  |
|      | Brian Hayes        | 1969 | FG          | EVP      | Dublin              |                                  |
|      | Seán Kelly         | 1956 | FG          | EVP      | South               |                                  |
|      | Mairead McGuinness | 1959 | FG          | EVP      | Midlands–North-West |                                  |
|      | Liadh Ní Riada     | 1966 | SF          | GUE/NGL  | South               |                                  |